# Osvaldo Ardiles
Osvaldo César Ardiles (Córdoba, 3 de agosto de 1952) es un director técnico y exjugador de fútbol argentino que ganó la Copa Mundial de la FIFA 1978 como parte de la Selección de fútbol de Argentina. De estatura mediana y contextura física delgada, Ardiles fue un mediocampista habilidoso y seductor, un típico volante mixto que destacaba tanto en la organización como en la contención. Su capacidad de estratega le permitió adueñarse del medio campo en los equipos que jugó y en la selección argentina, alternando su habilidad natural con un preciso juego de distribución.

## Trayectoria

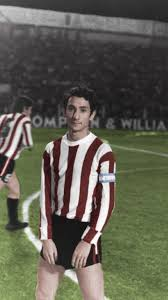
Osvaldo Ardiles surgido de Instituto de Córdoba, fotografía de 1973 en Alta Córdoba.

### Como jugador
“Sería un orgullo que el estadio de Instituto lleve mi nombre”Osvaldo Ardiles, 26 de febrero de 2020, La voz del Interior. 
Nacido el 3 de agosto de 1952, en Córdoba, inició su trayectoria como futbolista en 1971 de Argentina en Instituto de Córdoba proveniente de la cantera albirroja. Desde hace algunos años se evalúa poner su nombre al estadio de Alta Córdoba, club del que además de ser hincha confesó es socio honorario.

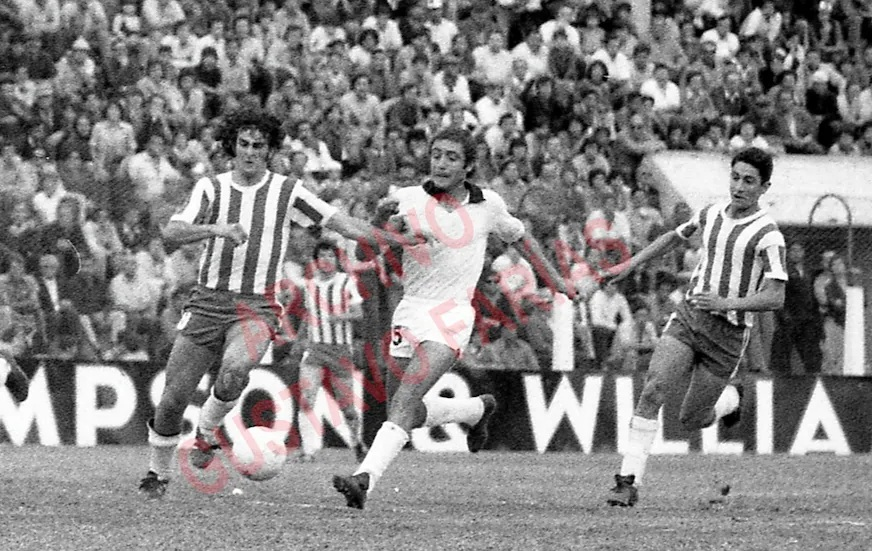
Osvaldo Ardiles y Mario Kempes en Instituto frente a All Boys. Nacional 1973 de Primera división.

También trascurrió en los clubes Belgrano (1974-75) y en Huracán (1975-1978).
Su paso por Huracán fue importante para su formación y se convirtió en el pilar de la institución capitalina que logró 2 subcampeonatos consecutivos, el de 1975 y 1976.

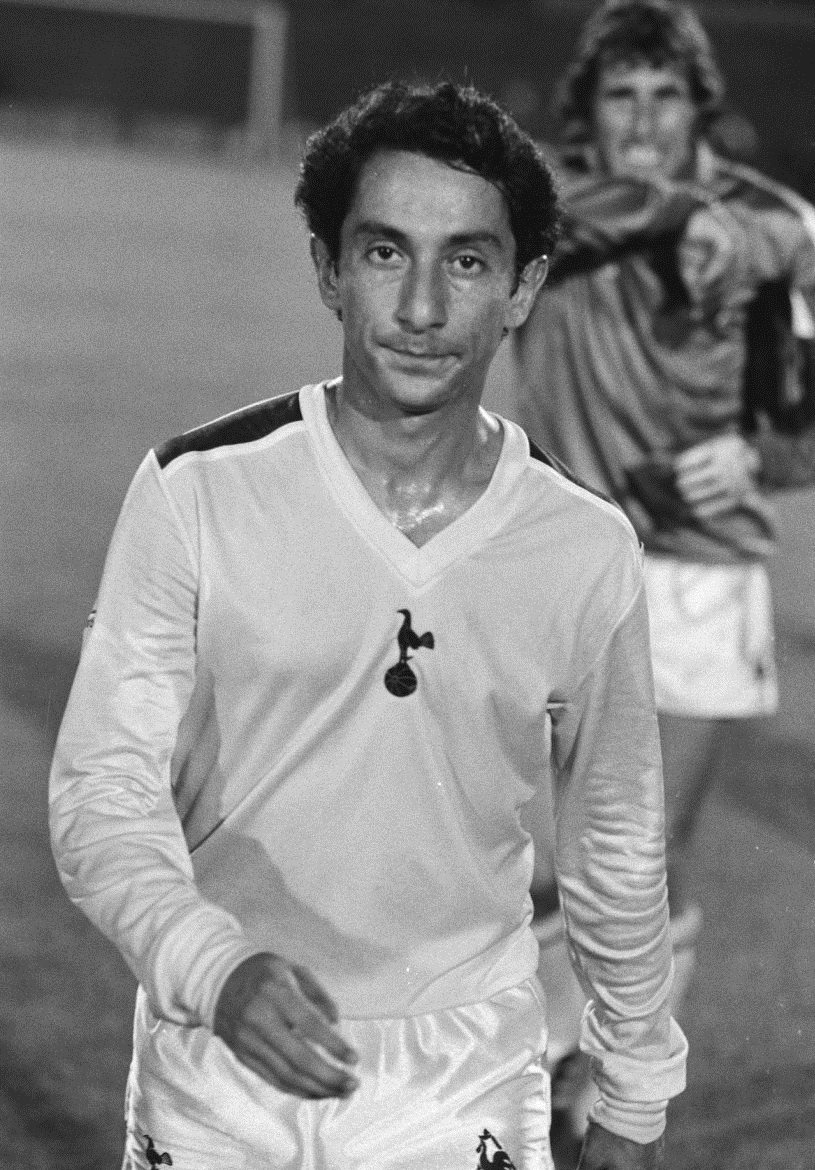
Ardiles en 1981 jugando para el Tottenham Hotspur Football Club.

En 1978, fue traspasado al Tottenham Hotspur, equipo con el que se proclamó en dos ocasiones campeón de la Copa de Inglaterra. 
Abandonó el club durante un periodo, por el conflicto de la guerra de Malvinas (1982), en la que murió su primo José Ardiles, piloto de la Fuerza Aérea Argentina.
Durante esa temporada, jugó en el Paris Saint-Germain francés, pero finalizado el año 1982 regresó al Tottenham, en el que permaneció hasta 1988. Antes de poner fin a su carrera, militó en otros dos equipos de Inglaterra: el Blackburn Rovers (1988-1989) y el Swindon Town (1989-1991).

### Como entrenador
A lo largo de su etapa como entrenador, dirigió al propio Tottenham, al Guadalajara mexicano, al Croatia de Zagreb, a Racing Club y a Huracán de Argentina, así como a diversos clubes japoneses (Shimizu-S Pulse, Yokohama Marinos y Tokio Verdy). Entre los meses de abril y agosto de 2008 tuvo un fugaz paso al frente de Cerro Porteño de Paraguay.
Además también tuvo una pequeña aparición cinematográfica en la película Evasión o victoria (1981), junto con Sylvester Stallone, Michael Caine y Pelé, formando parte en un equipo de jugadores de países aliados durante la II Guerra Mundial.
El 20 de enero de 2014, tuvo un grave accidente automovilístico, junto con otros 6 ocupantes, en las Islas Malvinas.

## Selección nacional

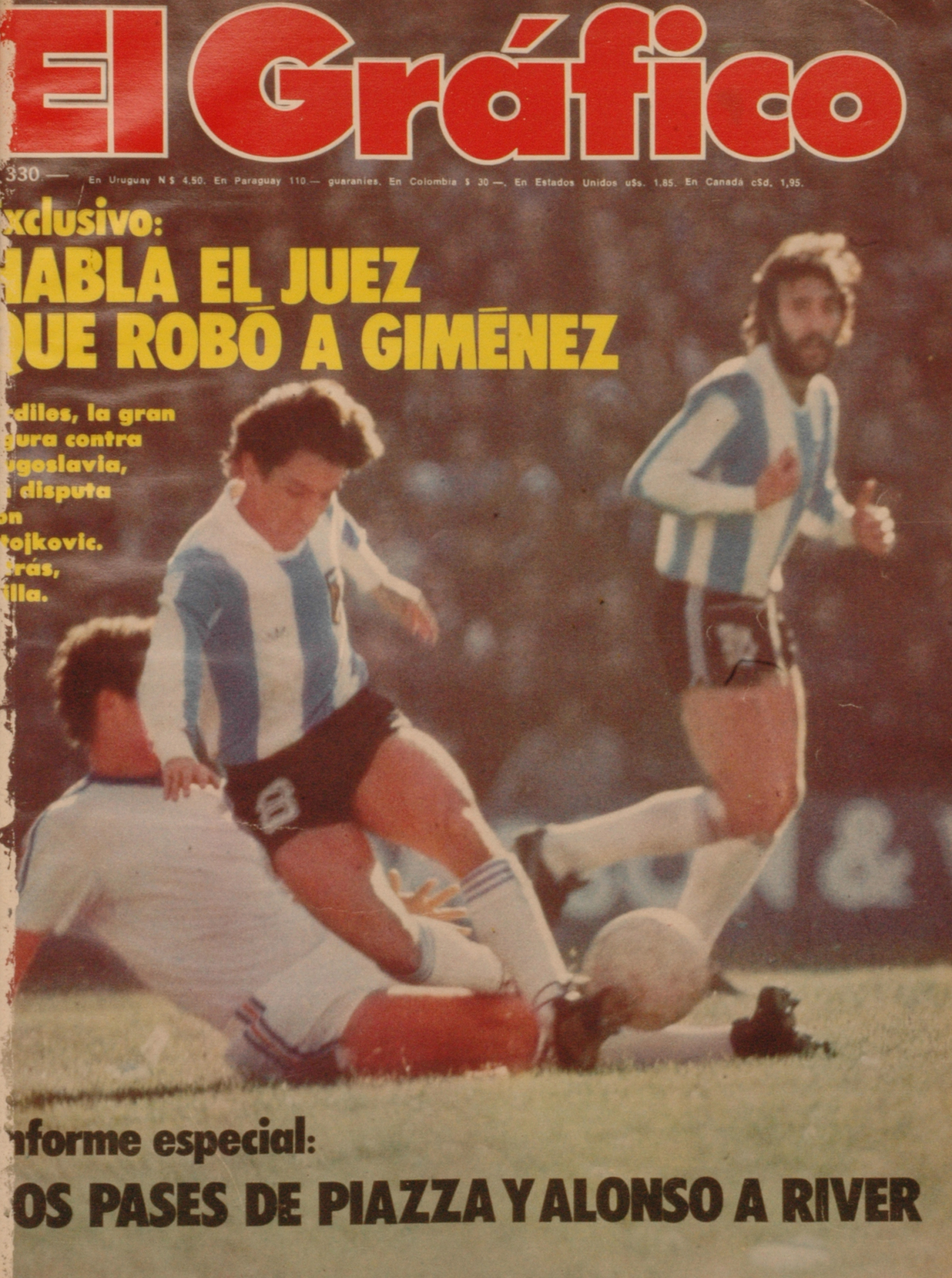
Ardiles con la selección de Argentina en 1978

Con la selección argentina, disputó un total de sesenta y cinco encuentros, entre ellos los correspondientes a la Copa del Mundo de 1978, en la que se proclamó campeón, en Buenos Aires, a las órdenes del técnico César Luis Menotti. Y compartiendo equipo con Mario Alberto Kempes, Ubaldo Fillol, Américo Gallego, Ricardo Villa, Leopoldo Jacinto Luque, Daniel Alberto Passarella y Ricardo Daniel Bertoni, entre otros. En ese torneo, Ardiles fue conjuntamente con Mario Kempes, responsable de las jugadas de gol hilvanadas desde la media cancha hacia delante en la Selección de fútbol de Argentina. 
En la Copa Mundial de la FIFA 1982, vistió el dorsal 1, número tradicionalmente asociado a los porteros. La razón es que Argentina repartió los dorsales según el orden alfabético de sus apellidos, salvo a Maradona que, debiendo usar el dorsal 12, se le permitió usar el 10.

### Participaciones en Copas del Mundo
| Mundial                      | Sede      | Resultado    |
| ---------------------------- | --------- | ------------ |
| Copa Mundial de la FIFA 1978 | Argentina | Campeón      |
| Copa Mundial de la FIFA 1982 | España    | Segunda fase |

## Clubes

### Como jugador
| Club                     | País           | Año       |
| ------------------------ | -------------- | --------- |
| Instituto                | Argentina      | 1971-1973 |
| Belgrano de Córdoba      | Argentina      | 1974-1975 |
| Huracán                  | Argentina      | 1975-1978 |
| Tottenham Hotspur        | Inglaterra     | 1979-1982 |
| Paris Saint-Germain      | Francia        | 1982-1983 |
| Tottenham Hotspur        | Inglaterra     | 1983-1984 |
| St. George Budapest      | Australia      | 1984-1985 |
| Tottenham Hotspur        | Inglaterra     | 1986-1988 |
| Blackburn Rovers         | Inglaterra     | 1988      |
| Queens Park Rangers      | Inglaterra     | 1989      |
| Fort Lauderdale Strikers | Estados Unidos | 1989-1990 |
| Swindon Town             | Inglaterra     | 1991      |

### Como entrenador
| Club                   | País           | Año       |
| ---------------------- | -------------- | --------- |
| Swindon Town           | Inglaterra     | 1989-1991 |
| Newcastle              | Inglaterra     | 1991-1992 |
| West Bromwich          | Inglaterra     | 1992-1993 |
| Tottenham Hotspur      | Inglaterra     | 1993-1994 |
| Chivas                 | México         | 1995      |
| Shimizu S-Pulse        | Japón          | 1996-1999 |
| Dinamo Zagreb          | Croacia        | 1999      |
| Yokohama F. M.         | Japón          | 2000-2001 |
| Al-Ittihad Jeddah Club | Arabia Saudita | 2001      |
| Racing Club            | Argentina      | 2002-2003 |
| Tokyo Verdy            | Japón          | 2003-2005 |
| Beitar Jerusalén       | Israel         | 2006      |
| Huracán                | Argentina      | 2007      |
| Cerro Porteño          | Paraguay       | 2008      |
| FC Machida Zelvia      | Japón          | 2012      |
| Malasia                | Malasia        | 2013      |

## Palmarés

### Como jugador

#### Campeonatos nacionales
| Título         | Club              | País       | Año     |
| -------------- | ----------------- | ---------- | ------- |
| Copa FA        | Tottenham Hotspur | Inglaterra | 1980-81 |
| Charity Shield | Tottenham Hotspur | Inglaterra | 1981    |
| Copa FA        | Tottenham Hotspur | Inglaterra | 1981-82 |

### Campeonatos internacionales
| Título                  | Equipo            | Sede      | Año     |
| ----------------------- | ----------------- | --------- | ------- |
| Copa Mundial de la FIFA | Argentina         | Argentina | 1978    |
| Copa de la UEFA         | Tottenham Hotspur | Londres   | 1983-84 |

### Como entrenador

#### Campeonatos nacionales
| Título                      | Club                 | País       | Año  |
| --------------------------- | -------------------- | ---------- | ---- |
| FL Second Division Playoffs | Swindon Town         | Inglaterra | 1990 |
| FL Second Division Playoffs | West Bromwich Albion | Inglaterra | 1993 |
| Copa J. League              | Shimizu S-Pulse      | Japón      | 1996 |
| Apertura J1 League          | Yokohama F. Marinos  | Japón      | 2000 |
| Copa del Emperador          | Tokyo Verdy 1969     | Japón      | 2004 |